# さとうきび畑

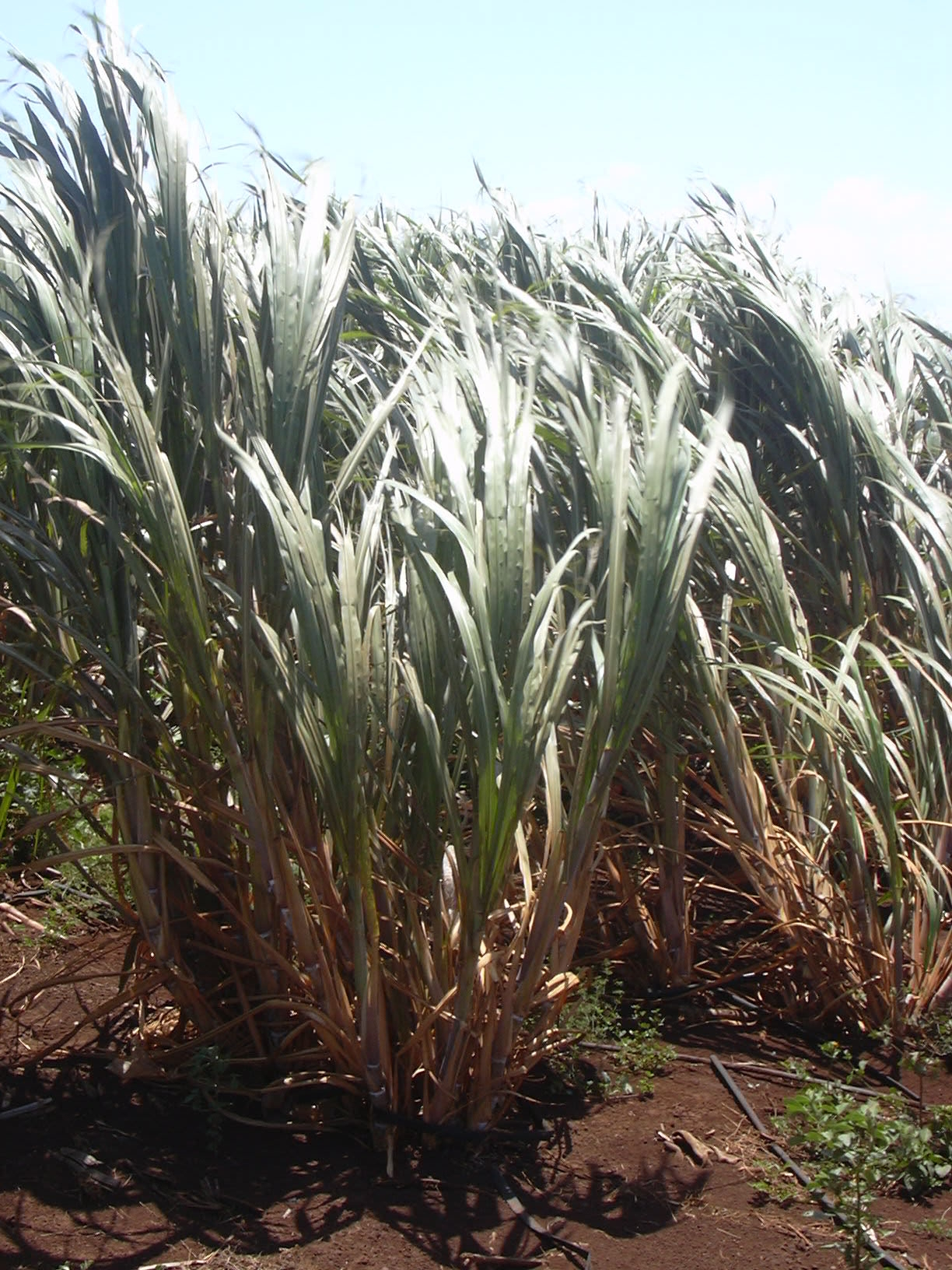
さとうきび畑

『さとうきび畑』（さとうきびばたけ）は、作曲家の寺島尚彦が自ら作詞も手がけた反戦歌。ちあきなおみ、森山良子、上條恒彦などがカバーしている。

## 作品の概要
1964年、寺島が歌手の石井好子の伴奏者として本土復帰前の沖縄を訪問した際に、摩文仁の丘を観光して着想した作品。全部で11連からなり、通しで歌うと11分近くを要するため、通常は要所要所を残して大部分はカットして歌われる。2001年には森山良子が、「特別完全盤」として11連全ての詞を歌ってシングル発売しており、収録時間は10分19秒と紹介されている。
第二次世界大戦の末期、沖縄の人々は日米の最も激しい地上戦となった沖縄戦にさらされた。その過程で不幸にして命を落とした幾多の戦死者・戦没者・集団自決者の無念の御霊が、今なおさとうきび畑の下に眠っている。夏のそよ風に揺られて「ざわわ ざわわ ざわわ」と音を出すさとうきびの葉の音に、そうした死没者の声なき声を重ねるようにして、歌は淡々と辛い過去を振り返る。
主人公はひとりの少女である。少女は沖縄戦で死んだ父親の顔を知らない。やがて大人になると、ひとりで父親を探しにさとうきび畑に行く。父はなぜ戦い、なぜ殺されたのか。なにを恐れ自決したのか。さとうきび畑を吹き抜ける風の音を聞きながら、少女は静かに悲しみを訴える。
寺島によって、混声合唱、女声合唱にも編曲されており、混声合唱版はCD『寺島尚彦合唱作品集』（フォンテック）に収録されている。

## 録音と普及・その他のエピソード
1967年（昭和42年）、新居浜市民会館で、石井好子門下の田代美代子によってコンサートで初演された。1969年（昭和44年）に森山良子がレコーディングし、アルバム『森山良子カレッジ・フォーク・アルバムNo.2』に収録したのが最初のレコード化であった。
1970年前後には、この曲の反戦歌としてのメッセージ性や、1972年の沖縄返還への関心の高まりから、うたごえ運動や、歌声喫茶でよく歌われるようになっていた。
2005年の第56回NHK紅白歌合戦で、森山良子は白組の一員として出場していた長男の森山直太朗とともにこの曲を歌った。
この曲は学校音楽教育の教材としても様々な形で取り上げられている。1981年以後、音楽の教科書に何度か掲載されている。
2003年9月28日にはこの曲を下敷きとしたスペシャルドラマ『さとうきび畑の唄』（TBS）が放映された。

## カバー
- 『みんなのうた』収録歌
  - ちあきなおみ - 1975年にNHKの音楽番組『みんなのうた』で紹介されたが、このときは2番・3番・11番だけという超ショートバージョンとして録音されたものが放送されている[注 5][2]。
  - 森山良子 - 1997年『みんなのうた』で、1番・2番・3番・8番・11番という、ちあきのバージョンとは異なる「みんなのうたバージョン」として録音されたものが放送された[3][注 6]。2021年2月27日にNHK Eテレで放送された『みんなのうた60スペシャル〜60年イヤースタート!〜』でも森山良子によって生で歌われた。
  - 堀江美都子 - 1976年7月25日、コロムビアからLP『NHKみんなのうた ゴールデン・ヒット・アルバム』（CW-7074）の収録曲として発売。堀江は声優ないしアニメソング歌手としての活動が目立つが、コロムビアで『みんなのうた』で取り上げられた曲のコンピレーションが作成され、この曲が収録される場合は、いずれも堀江の歌唱が用いられている。
- 上條恒彦 - 1971年に、レコードデビュー後2枚目のシングルとしてこの曲を出し、同年の『上條恒彦ファースト・アルバム』にもこれを収録した。この曲は上條の代表曲のひとつとして後年のコンピレーションCDにも収録されている。
- ロスネリモス - 1995年に2nd CD『ノルウェイの森のシンフォニー ～ ミュージック・フロム・ジ・アース第2集』に、1番・2番・3番・9番・10番・11番に加え、3番と9番の間に沖縄民謡『海ぬチンボーラー』を挿入したバージョンを収録した。ボーカルは尺八奏者の林真山が担当した。
- 特別完全盤 - 2001年12月5日に森山良子は11連全ての詞を歌う録音を「涙そうそう」とのカップリングでシングル発売し、この曲の歌唱で2002年の第44回日本レコード大賞では最優秀歌唱賞を受賞。
- EPO - 2002年3月27日には、カバーシングルとしてEMIミュージック・ジャパンから「さとうきび畑」のマキシシングルを発売[4]。歌詞は1番・3番・8番・9番となっている。この曲は、1995年9月27日発売の2枚組ライブ・アルバム『UVΛ』に収録されていたものをシングル化したものである。
- 岡村喬生 - 1999年のアルバム『昭和を歌う〜洒落男/さとうきび畑』に収録
- 新垣勉 - 沖縄出身で2001年にこの曲をフィーチャーしたアルバム『さとうきび畑』でデビュー、翌年この曲をアルバムからシングルカットしたものが初シングルであり、その後も重要なレパートリーとしている。
- 鮫島有美子 - 2002年のアルバム『さとうきび畑』などでこの曲を取り上げている。[5]
- 錦織健 - 2004年のアルバム『秋の月』に11連バージョンを収録しており、その後のベストアルバムにもこの録音が収録されている
- 宮沢和史 - THE BOOMのリーダである宮沢は、自身のソロ・ツアーで取り上げていたこの曲を、2002年にTHE BOOM名義のシングル「この街のどこかに」の2曲目に収めている。
- 松浦亜弥 - ハロー!プロジェクトによるフォーク系楽曲のカバー・アルバム・シリーズのひとつ2002年の『FOLK SONGS 2』の最後には、松浦をメインに、石井リカがサポートする形で、この曲が収められている。
- 夏川りみ - 沖縄出身の夏川は、2003年のアルバム『空の風景』でこの曲を取り上げている。
- 上間綾乃 - 戦後70年目の節目となる2015年、この曲の歌詞が沖縄語に翻訳されて沖縄出身の上間が歌唱を担当することとなり、沖縄での組織的戦闘が終結した日とされる6月23日に、上間のメジャーデビュー後2枚目のシングル『さとうきび畑 ～ウチナーグチ～』として発表された。

## 歌碑

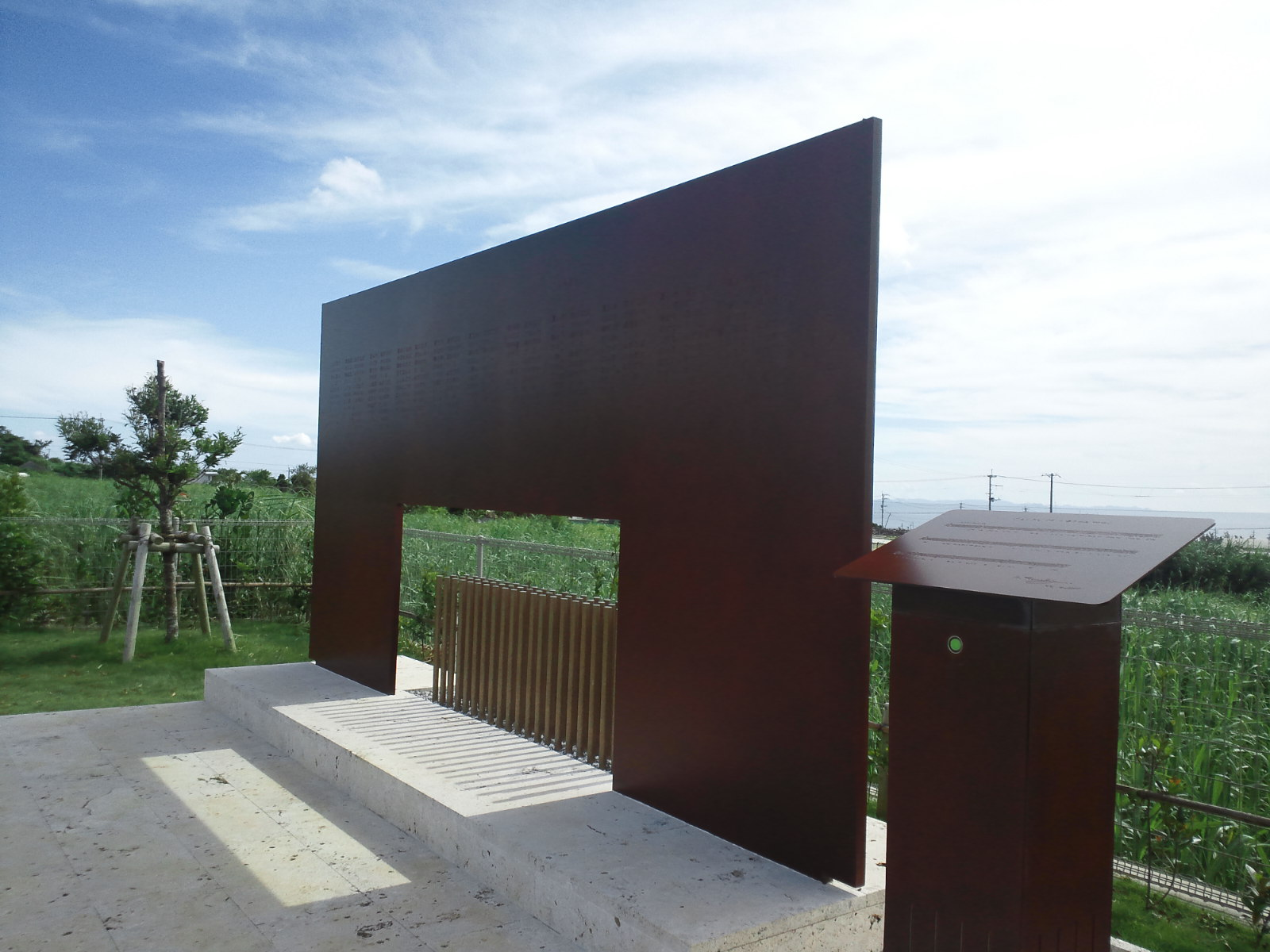
さとうきび畑の歌碑

2012年、「さとうきび畑」の歌碑が読谷村高志保のさとうきび畑の一角に建立され、4月1日に除幕式が行なわれた。歌碑のある一帯は、1945年4月1日に米軍が沖縄本島への最初の上陸作戦を行なった地域である。

## 補注